# Universidad Simón Bolívar (Colombia)
La Universidad Simón Bolívar, también conocida como la Unisimón, es una institución de educación superior situada en Barranquilla, con sede en Cúcuta, Colombia, sujeta a inspección y vigilancia por medio de la Ley 1740 de 2014 y la ley 30 de 1992  del Ministerio de Educación de Colombia. Cuenta con la acreditación institucional de Alta Calidad concedida por el Ministerio de Educación de Colombia, siendo la tercera institución de Barranquilla junto con la Universidad del Norte y la Universidad Libre en recibir este reconocimiento.
La universidad fue fundada por un destacado personaje de la costa atlántica llamado José Consuegra Higgins en 1972.
La institución cuenta con 21 programas de pregrado, 23 especializaciones, 16 maestrías y 6 doctorados, para un total de 65 programas académicos. Es una de las cuatro universidades, junto a la Norte, la Atlántico y Universidad de la Costa en ofrecer programas de doctorado.

## Teatro José Consuegra Higgins
El centro universitario cuenta con el Teatro José Consuegra Higgins, un moderno recinto donde se celebran ceremonias especiales, grados, entre otros eventos académicos. El 7 de noviembre de 2008 fue inaugurado por el expresidente de Colombia Álvaro Uribe.

## Premio al Mérito Empresarial
El premio al mérito empresarial es un importante galardón que entrega anualmente la Universidad Simón Bolívar, a todas aquellas entidades o personas que han contribuido positivamente al desarrollo empresarial. El premio es respaldado por diversas entidades colombianas como la Alcaldía y la Cámara de Comercio de Barranquilla, la Gobernación del Atlántico, el Instituto Colombiano de Normas Técnicas y Certificación (ICONTEC) y otros gremios empresariales.

## Programas

### Pregrados
- Administración de Empresas
- Ciencia de Datos
- Comercio y Negocios Internacionales
- Contaduría Pública
- Tecnología en Gestión Logística Portuaria
- Operaciones Portuarias
- Procesos Publicitarios y de Mercadeo
- Microbiología
- Derecho
- Psicología
- Trabajo Social
- Instrumentación quirúrgica
- Marketing y Negocios Digitales
- Medicina
- Enfermería
- Fisioterapia
- Ingeniería de Sistemas
- Ingeniería Industrial
- Ingeniería Civil
- Ingeniería Multimedia
- Ingeniería Mecánica
- Ingeniería Mecatrónica
- Ingeniería Biomédica

### Posgrados
Especializaciones
- Seguridad y Salud en el Trabajo
- Rehabilitación Cardiopulmonar y Vascular
- Gerencia e Innovación
- Tributación
- Gobierno y Asuntos Públicos
- Tecnológica en Seguridad en Operaciones Portuarias
- Estándares Internacionales de Contabilidad y Aseguramiento de la Información
- Derecho Administrativo
- Derecho Laboral y Seguridad Social
- Pedagogía de las Ciencias
- Ingeniería de Software
- Logística de Operaciones
- Gerencia de Proyectos
- Multimedia Interactiva
- Gestión de Tecnologías de la Información
- Medicina Crítica y Cuidados Intensivos
- Neurología
- Medicina Interna
- Cirugía Plástica, Reconstructiva y Estética
- Ginecología y Obstetricia
- Pediatría
- Psiquiatría
- Nefrología

Maestrías
- Ingeniería de Sistemas y Computación
- Gestión y Emprendimiento Tecnológico
- Sistemas de Gestión
- Administración de Empresas e Innovación
- Auditoría y Sistemas de la Calidad en Servicios de Salud
- Gerencia del Talento Humano
- Desarrollo y Gestión de Empresas Sociales
- Familias
- Educación
- Derecho Penal
- Derecho Administrativo
- Psicología
- Derecho Procesal
- Genética
- Actividad Física y Salud
- Neuropsicología

Especializaciones
- Administración
- Psicología
- Ciencias de la Educación
- Sociedad y Cultura Caribe

Doctorados
- Administración
- Psicología
- Ciencias de la Educación
- Sociedad y Cultura Caribe
- Genética y Biología Molecular
- Gestión de la Tecnología y la Innovación